# Louis Gassion
Pour les articles homonymes, voir Gassion.
Louis Alphonse Gassion est un artiste de cirque français, un contorsionniste-antipodiste, né le 10 mai 1881 à Falaise (Calvados) et mort le 3 mars 1944 à Paris. Il est surtout connu pour être le père d'Édith Piaf.

## Biographie

### Milieu familial

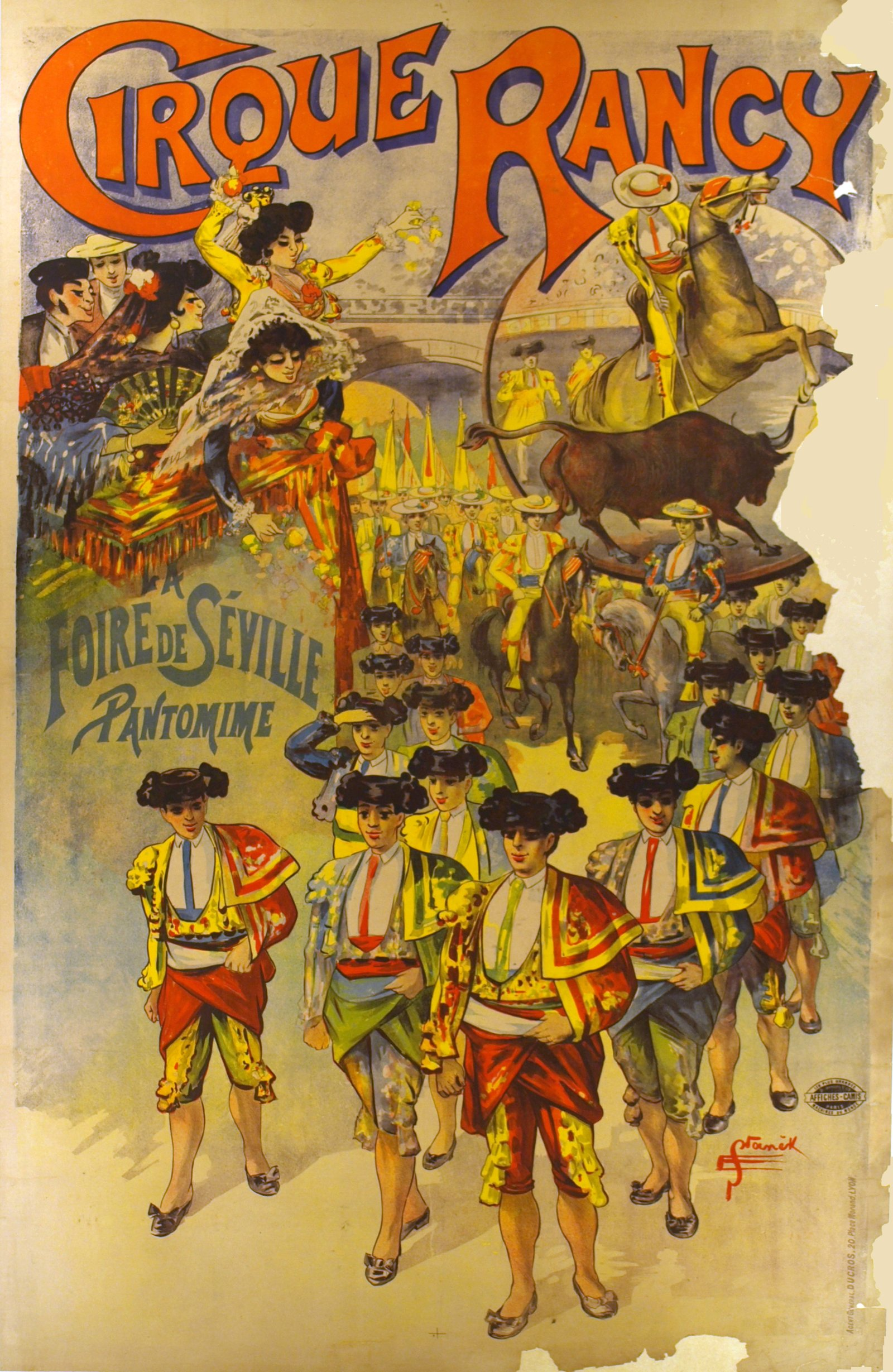
Affiche pour le cirque Rancy à la foire de Séville, où travaillèrent Victor puis Louis Gassion, v. 1900

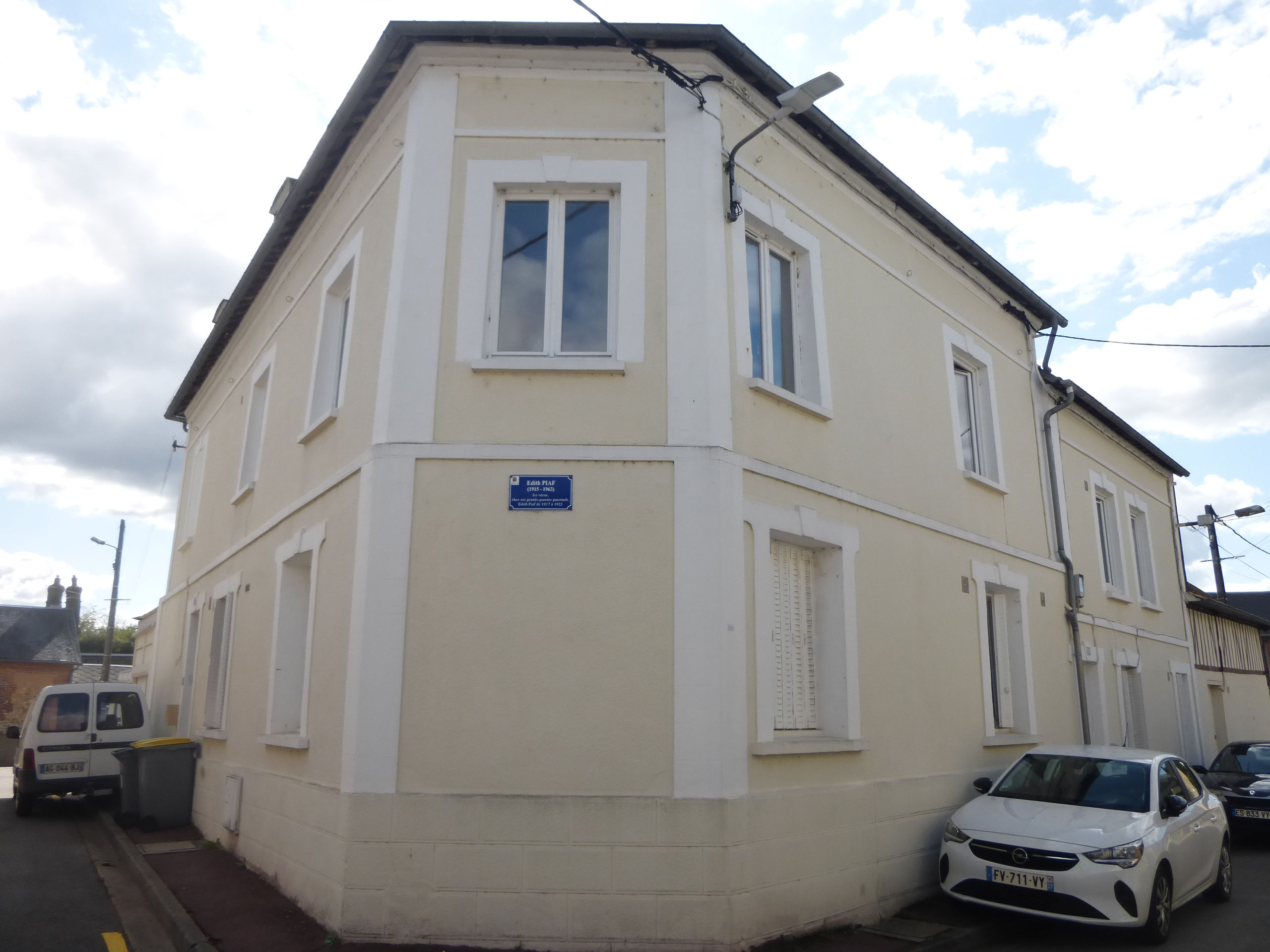
Maison de la mère de Louis Gassion, 7 rue Saint-Michel à Bernay (Eure).

Louis Gassion est né dans une famille assez pauvre. Son père, Victor Alphonse Gassion (né à Falaise, le 18 décembre 1850), fils de barbier, figure « le premier saltimbanque d'une famille d'agriculteurs, de journaliers ou de bonnetiers originaires du village de Castillon, dans la région de Bayeux, et qui s'est implanté à Falaise au milieu du XVIIIe siècle »,. Victor devient très jeune garçon d'écurie auprès de la troupe équestre Louis Dianta de Séville ; à 11 ans, il est écuyer dans le cirque Napoléon Rancy où il intègre les quadrilles sous le nom de Gassion de Falaise puis auprès du cirque de l’Impératrice, ensuite il rejoint le cirque Ciotti avec lequel il voyage en France et en Suisse, pour assurer ensuite encore des engagements dans les cirques plus réputés comme Plège ou Rancy, faisant accessoirement l'haltérophile, l'auguste ou l'équilibriste,,. Par la suite, le père de Louis Gassion deviendra marchand de vin et limonadier dans le Vaugueux à Caen, au 21 à l'angle des rues Portes au berger et Chanoine Ruel. La famille monte un bazar, un peu plus tard, appelé « La Grande charbonnerie du Calvados ». Sa mère, Louise Léontine Deschamps, est d'abord artiste de cirque, avant de devenir patronne d'une maison close à Bernay en Normandie, surnommée « le grand 7 ».

### Carrière
Louis Alphonse aurait eu sept sœurs dont deux sont mortes en bas âge[réf. souhaitée]. Enfant de la balle, il commence sa carrière de contorsionniste au cirque Ciotti, cirque équestre d’origine italienne où travaille son père, d'abord en famille puis en soliste. C'est un homme de petite taille à la fine silhouette (qu'il lèguera à sa fille Édith) : il pèse quarante-quatre kilos pour un mètre cinquante ou cinquante-quatre, ce qui allié à sa souplesse le dispose pour la contorsion acrobatique. Après le cirque Ciotti, il part faire des tournées avec les cirques Rancy et Beautour. Partout, il est présenté comme l'antipodiste, l'homme qui marche la tête à l'envers, sur une seule main,.

### Mariage

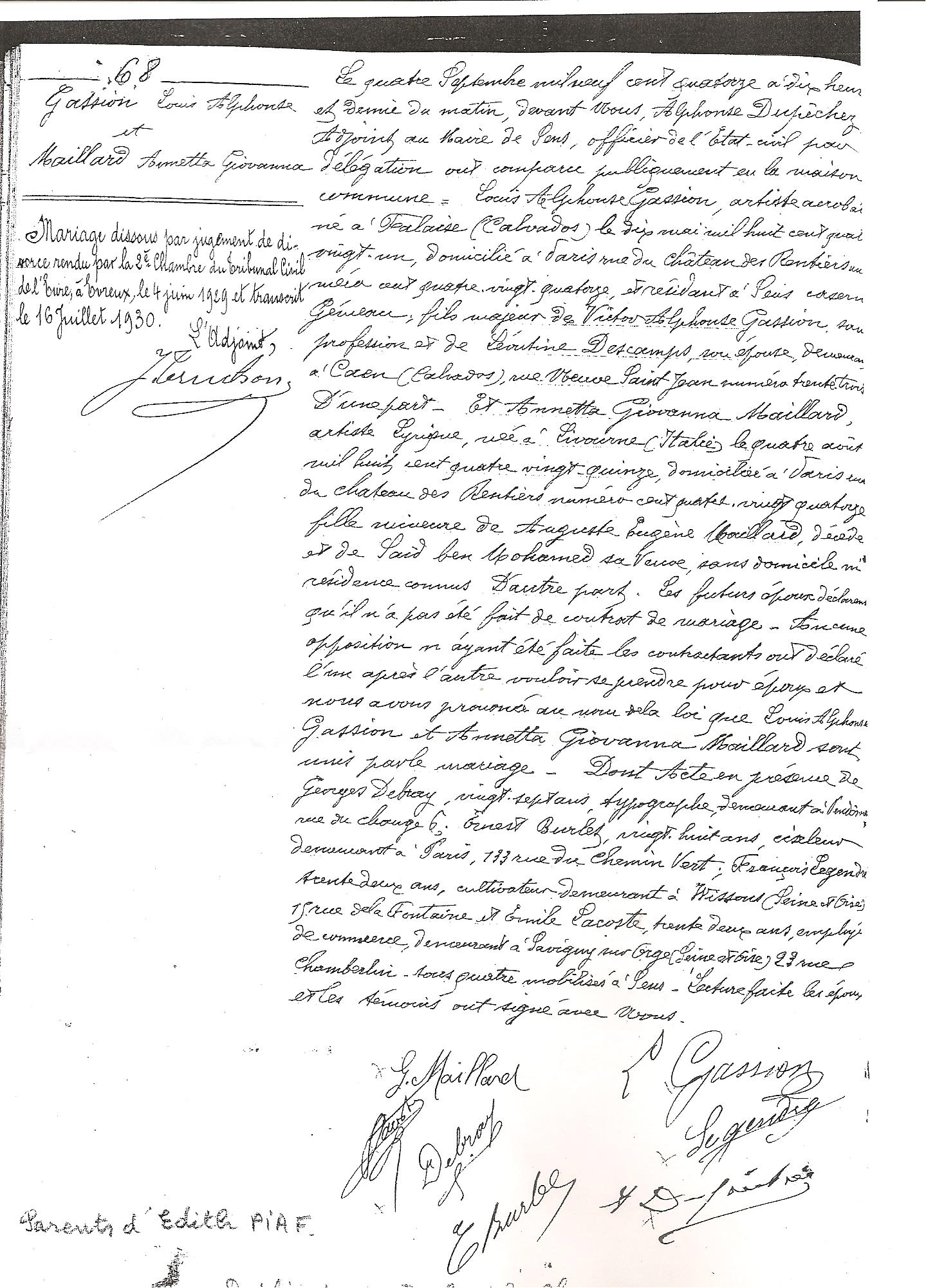
Extrait de l'acte de mariage de Louis Gassion et Annetta Maillard, 4 septembre 1914

Le 4 septembre 1914, à Sens (Yonne), il aurait bénéficié d'une permission de trois jours pour épouser Annetta Maillard, chanteuse connue sous le nom de Line Marsa. Cette union est scellée à l’hôtel de ville de Sens, et l’acte de mariage conservé dans les archives municipales indique que la cérémonie s’est déroulée à 10 h 30, le 4 septembre, alors que les combats de la Première Guerre mondiale font rage dans l'Est de la France et que les Allemands menacent Paris. L’officier d’état-civil de permanence, ce jour-là, est Alphonse Dupêchez, adjoint au sénateur-maire de Sens, Lucien Cornet, et fils de Sylvain Dupêchez, illustre maire de la cité, de 1872 à 1879.
La présence de Louis Gassion et Annetta Maillard à Sens s’explique par l’incorporation de Louis, le 11 août 1914 au sein du 89e régiment d’infanterie. Il est cantonné, à l’époque, dans la caserne Gémeau, site aujourd’hui occupé par l’École nationale de police. Dans son ouvrage Piaf, la vérité, le biographe Emmanuel Bonini confirme que la mobilisation du « seconde classe » Gassion est l’unique attache du couple avec Sens : « Ils s’y sont mariés au cours d’une permission de trois jours, alors qu’ils étaient domiciliés à Paris, rue du Château-des-Rentiers, dans le XIIIe arrondissement. » L’auteur ajoute que « les quatre témoins du mariage — un typographe de Vendôme, un ciseleur parisien, un cultivateur de Wissous et un employé de commerce de Savigny-sur-Orge — étaient certainement tous mobilisés à Sens, avant de rejoindre le front ». 
Avec son épouse, il a une fille, née le 19 décembre 1915, Édith, future Édith Piaf. Son épouse n'a pas la fibre maternelle et a du mal à s'occuper de l'enfant. Il confie Édith vers l'âge de deux ans à sa mère Louise Léontine (Titine), qui n'aimait guère l'enfant, à Bernay en Normandie.  
Ils ont également un fils : Herbert Gassion (né le 31 août 1918 à Marseille et décédé le 22 janvier 1997 à Clichy). [La paternité de Louis est souvent remise en question.][réf. nécessaire]

### Vie d'artistes

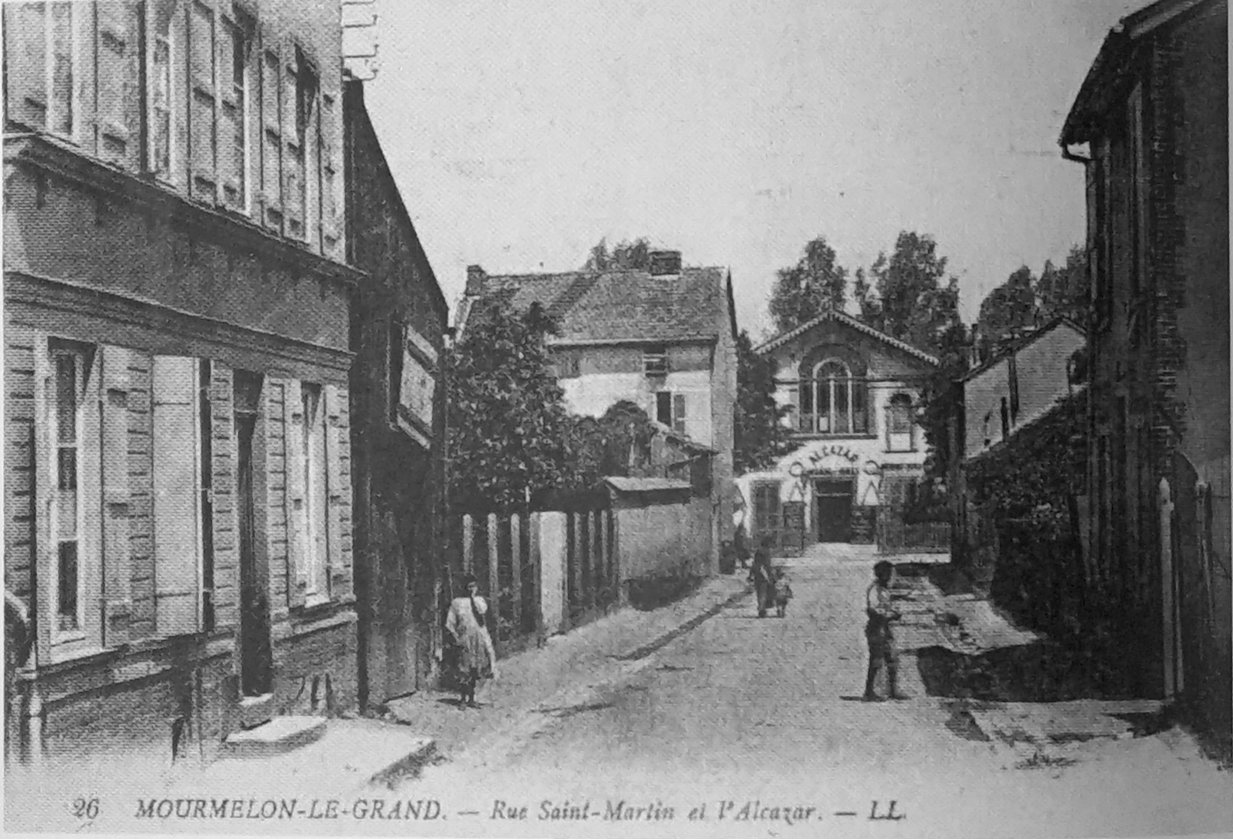
L'Alcazar au fond de la rue St-Martin à Mourmelon-le-Grand

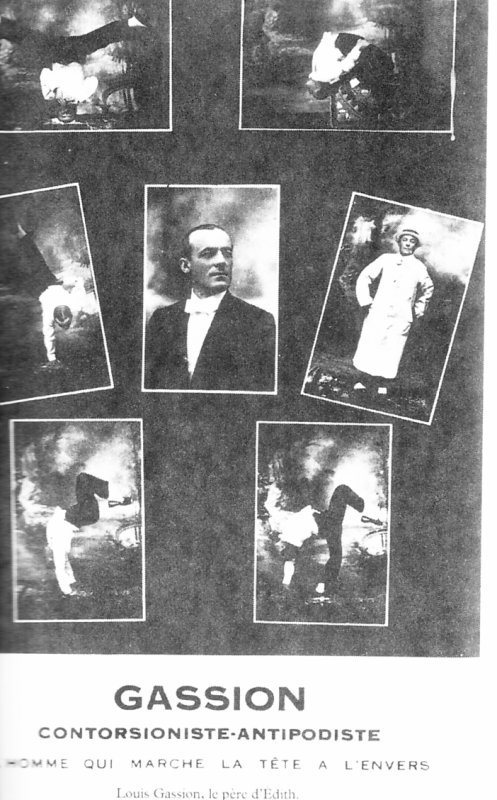
Affiche de Louis Gassion, "l'homme qui marche la tête à l'envers"

En 1922, Louis Gassion, qui vient d'obtenir un engagement au cirque Caroli, reprend la fillette de 6 ans avec lui, pour vivre dans sa roulotte la vie d'artistes de petits cirques itinérants. Ayant la main leste et peu de tendresse pour sa fille, il collectionne les maîtresses. Puis Louis quitte le cirque, commence alors pour eux la vie d'artiste de rue indépendant : c'est devant des spectateurs d'occasion qu'Édith, aux côtés de son père, chante pour la première fois en public. Père et fille séjourneront à plusieurs reprises dans la petite ville de garnison de Mourmelon-le-Grand dans la Marne, où se tenait le music-hall « l'Alcazar ». 
Le 4 juin 1929, il divorce de la mère d'Édith et l'année suivante, l'adolescente de 15 ans quitte son père pour chanter en duo dans la rue avec son amie Simone Berteaut, dite Momone. 
En 1932, il se met en ménage avec Jeanne L'Hôte avec qui il a une fille, Denise (née le 8 mars 1931), demi-sœur d'Édith.

### Fin de vie
Louis Gassion meurt à Paris d'un cancer du poumon en 1944. Sa fille Édith le fait enterrer dans le caveau familial du Père-Lachaise où repose déjà sa fille Marcelle, morte en 1935.

## Cinéma
En 2007, dans le film La Môme d'Olivier Dahan, le rôle de Louis Gassion est interprété par Jean-Paul Rouve .